# ZMYM1
ZMYM1 ‏ (Zinc finger mym-type containing 1) هوَ بروتين يُشَفر بواسطة جين في ZMYM1 الإنسان.